# Ducat d'Almodóvar del Río
El Ducat d'Almodóvar del Río és un títol nobiliari espanyol creat pel rei Carles III el 1780 a favor de Pedro Francisco de Luján i Góngora, fill de la V Marquesa d'Almodóvar del Río. El seu nom es refereix al municipi andalús d'Almodóvar Del Riu, a la Província de còrdova.

## Marquesos d'Almodóvar del Río
- Juan Francisco Ximénez de Góngora.
- Luis José Ximénez de Góngora.
- Antonio Suárez de Góngora i de les Infantes.
- Pedro Suárez de Góngora i Gutiérrez de los Ríos
- Ana Suárez de Góngora i Menéndez de Avilés

## Ducs d'Almodóvar del Río
- Pedro Francisco de Luján i Góngora
- María Rafaela de Luján i Góngora
- Josefa Dominga Catalá de Valeriola i Luján
- Francisco de Paula Fernández de Córdoba i Álvarez de les Astúries-Bohórquez
- Joaquín Fernández de Córdoba i Álvarez de les Astúries-Bohórquez
- Joaquín Fernández de Córdoba i Polit
- Isabel Fernández de Córdoba i Martel
- Genoveva de Hoces i Fernández de Córdoba
- José Ramón Sánchez i Falçs
- José Manuel Sánchez i Dujat des Allimies
- Isabel Sánchez i Falçs
- Alfonso de Hoyos i Sánchez
- Isidoro de Hoyos i Martínez de Irujo
- María Isabel de Hoyos i Martínez de Irujo